# Xylosma serpentinum
Xylosma serpentinum är en videväxtart som beskrevs av Herman Otto Sleumer. Xylosma serpentinum ingår i släktet Xylosma och familjen videväxter. Inga underarter finns listade i Catalogue of Life.